# Christina Anyanwu
Christina Anyanwu est une journaliste et femme politique nigériane née en 1951.

## Éléments biographiques
Anyanwu est née à Mbaise, dans l'État d'Imo, dans le sud du Nigéria. Elle fait une partie de ses études supérieures aux États-Unis, où elle obtient une licence en journalisme de l'Université du Missouri à Columbia et une maîtrise en communication de masse de l'Université d'État de Floride,.
Après avoir obtenu son diplôme, elle retourne au Nigéria et travailleen tant que journaliste. Fondatrice et rédactrice en chef du journal The Sunday Magazine, à Lagos, au début des années 1990, elle est arrêtée en mai 1995 à la suite de la publication d'un article sur un coup d'État raté contre le gouvernement. Condamnée lors d'un procès à huis clos par un tribunal militaire à la prison à vie en juillet 1995, sa peine est réduite à 15 ans en octobre 1995. Emprisonnée dans des conditions exécrables, elle contracte la malaria et perd son œil gauche.
En 1995, elle se voit décerner le 1995 de Reporters sans frontières. En  mai 1998, elle reçoit le Prix mondial de la liberté de la presse décerné par l'UNESCO. À la suite de la mort du président Sani Abacha, elle est libérée en juin 1998 pour raisons sanitaires, par le nouveau président, Abdulsalami Abubakar. Elle passe deux ans en Virginie, pendant lesquels elle écrit le livre Days of Terror sur la lutte du Nigeria pendant la dictature. De retour au Nigeria après la sortie de son livre, elle témoigne de ses expériences en prison et, confronté ses anciens geôliers, elle pardonne publiquement à l'un d'eux après qu'il s'est excusé auprès d'elle. En 2005, elle crée une station de radio, Hot 98.3 FM, basée à Abuja. Lors des élections générales nigérianes de 2007, elle est élue au Sénat sur la plate-forme du Parti démocratique populaire (PDP) en tant que représentante de la zone d'Owerri, toujours dans l'État d'Imo. Après avoir siégé au Sénat, elle est nommée membre des commissions des femmes et de la jeunesse, des États et des collectivités locales, des objectifs du Millénaire pour le développement, de la santé, de l'environnement, de la défense et de l'armée.